# 南屯站
南屯站，副站名文心五權西，當地老地名「田心」，位於臺中市南屯區，為臺中捷運綠線（烏日文心北屯線）之捷運車站。

## 車站概要
車站位於文心路一段與五權西路二段路口附近（文心路一段上）；車站編號為113。

## 車站構造
高架車站，兩座側式月台，一個出入口。

### 車站樓層
| 地上 四樓          | 穿越層                                | 月台連絡天橋 |
| 地上 三樓          |                                       |              |
| 側式月台，右側開門 |                                       |              |
| ①號月台            | 綠線 往北屯總站方向（文心森林公園站） |              |
| ②號月台            | 綠線 往高鐵台中站方向（豐樂公園站）   |              |
| 側式月台，右側開門 |                                       |              |
| 穿堂層             | 出入口、服務台、驗票口、自動售票機    |              |

| 地上 二樓 | 中間層 | 樓梯、電扶梯轉接平台 |
| 地面      |        |                      |
| 出入口    | 出入口 |                      |

### 車站出口
於文心路與五權西路交叉路口東北角設有單側出入口，以土地開發方式辦理。另預留未來增設對側出入口之銜接口。
| 出入口                             | 圖片 | 位置                         |
| ---------------------------------- | ---- | ---------------------------- |
| 單一出入口 · 設有電梯 · 設有手扶梯 |      | 文心路一段與五權西路二段路口 |
| 註： 設有電梯 \| 設有手扶梯        |      |                              |

## 利用狀況
南屯站2022全年每日進出人次約2,017人次，在台中捷運系統中排名第13。
| 年   | 年間    | 年間    | 年間     | 單日平均 | 單日平均 |
| 年   | 進站    | 出站    | 進出站計 | 進站     | 進出站   |
| ---- | ------- | ------- | -------- | -------- | -------- |
| 2022 | 359,540 | 376,714 | 736,254  | 985      | 2,017    |

## 外部連結
- 臺中捷運烏日文心北屯線土地開發場站共構大樓案說明會
- 捷運綠線(公開)
- 南屯站（台中捷運股份有限公司） （页面存档备份，存于）